# Castillo de Castro
El castillo de Castro es una fortificación situada en el municipio de Alfondeguilla, en la provincia de Castellón (España). De origen árabe fue construido poco antes de la era cristiana, como torre de vigía, cuyos restos actuales pertenecen a la civilización islámica, aunque actualmente se encuentra en estado de abandono. 

## Emplazamiento
El emplazamiento se encuentra sobre un peñón del parque natural de la Sierra de Espadán, en la cima homónima, a 789 metros sobre el nivel del mar y domina un campo visual impresionante que abarca desde las Agujas de Santa Águeda en Benicasim hasta el cabo de la Nao, y desde Peñagolosa hasta las islas Columbretes. La defensa del castillo aprovechaba totalmente la accidentada orografía, emplazándose estratégicamente entre dos profundos barrancos.

## Estructura
La parte de levante posee tres sistemas defensivos diferentes: el primer obstáculo es un cortado de difícil superación, el segundo es una muralla compacta de tapial, y el tercero, una gran muralla de 65 metros de longitud. El resto del conjunto es un inaccesible acantilado sobre el cual se asienta una compacta muralla. 
El castillo ocupa una superficie de unos 2000 m², pudiéndose diferenciar claramente dos partes: El primer espacio, nombrado albacar, era el lugar fortificado donde la población se refugiaba en caso de peligro, todo murallado y en él existían dos entradas al castillo franqueadas por tres torres, dos cuadradas y una redonda, mediante una entrada con arco de herradura se accedía desde el albacar al segundo espacio (al castillo propiamente dicho), que a la vez se subdividía en dos partes: una, la más baja, con restos de habitaciones y la otra, la más alta, la celoquia, donde estaban las dependencias propias del castillo (habitaciones, bodegas, pozo...) todo presidido por la "Torre del Homenaje" (derruida en julio de 1938 por la aviación franquista (según cuentan los ancianos, la volaron los mismos Republicanos al ser un punto de referencia para bombardear el castillo desde tierra o desde barcos) en la guerra civil española), entre los peñalares, por debajo de esta torre se encuentra la tercera entrada al recinto amurallado.